# 開聞上野
開聞上野（かいもんうえの）は、鹿児島県指宿市の大字。旧薩摩国頴娃郡頴娃郷仙田村の一部、揖宿郡今和泉郷利永村の一部、揖宿郡今和泉村大字利永の一部、揖宿郡利永村の一部、揖宿郡開聞町大字上野。人口は416人、世帯数は169世帯（2015年10月1日現在）。郵便番号は891-0601。
指宿市の南部、池田湖の南岸に位置する。1956年（昭和31年）に揖宿郡利永村のうち上野地区が開聞村に編入されるのに伴い、大字として設置された。

## 地理
指宿市の南部、池田湖の南岸部に位置する。字域の南方から西方にかけては指宿市開聞仙田、東方には指宿市山川利永がそれぞれ隣接しており、北方は池田湖に面している。
字域の南部に集落が集中しており、開聞仙田との境界上を流れる新川流域には耕地がある。また、南部の集落付近を鹿児島県道241号大山開聞線が通っている。

### 湖沼
- 池田湖

### 山岳
- 鍋島岳 - 字域の東部に位置する[7]。南薩火山群の一つで池田湖の南縁に形成された溶岩ドームである。

## 歴史

### 前史

#### 町村制施行以前
上野は延享元年まで薩摩国頴娃郡頴娃郷（外城）仙田村（現在の指宿市開聞仙田）の一部であり、現在の開聞上野にあたる区域は上野方限を形成していた。
延享元年に島津忠卿が応永24年に川辺城の戦いで和泉家当主であった直久が戦死して以降、断絶していた和泉家を継ぎ今和泉島津家と称した。その際に指宿郷及び頴娃郷の一部から割譲され、今和泉家の私領として今和泉郷が編成された。「頴娃郷旧跡帳」によれば、今和泉郷の編成に伴って仙田村のうち上野方限及び尾下方限、利永方限の区域が頴娃郷から今和泉郷に割譲され、利永村が編成された。これにより上野方限は薩摩国揖宿郡今和泉郷（外城）利永村のうちとなった。

#### 今和泉村・利永村時代
1889年（明治22年）に町村制が施行されたのに伴い、それまでの今和泉郷の全域にあたる岩本村（現在の岩本）、小牧村（現在の小牧）、新西方村（現在の新西方）、池田村（現在の池田）、利永村の区域より今和泉村が成立し、それまでの利永村は今和泉村の大字「利永」となった。
1948年（昭和23年）9月1日には今和泉村大字利永の区域が今和泉村から分立することとなり、大字利永の区域を以て自治体である利永村が設置された。
1953年（昭和28年）に町村合併促進法が施行され、国が定めた町村の標準規模を8千人程度とする基準を鹿児島県は上回る1万2千人を標準規模として定め、合併計画案が作成された。
鹿児島県が定めた合併計画案には、開聞村（人口：10,950人）と利永村（人口：3,150人）を合併する計画案があり、この計画について開聞村は異議なしとし、利永村については尾下区と利永区は山川町への編入を希望し、開聞村へは上野区のみ編入を希望する旨が山川町・開聞村に通達された。その後開聞村と利永村上野地区の合併申請が鹿児島県に提出され、1955年（昭和30年）3月に開かれた鹿児島県議会第一回定例議会において「揖宿郡利永村を廃止し、その一部の区域を開聞村に編入するの件」が議決された。

### 開聞町への編入と大字上野
1955年（昭和30年）4月1日に利永村が開聞村と山川町に分割編入されることとなり、上野地区（人口：834人）の区域については開聞村に編入されることとなり、また同時に開聞村が町制施行し開聞町となった。同年6月6日の鹿児島県公報において以下のとおり鹿児島県知事によって告示が行われており、上野地区の区域より開聞町の大字「上野」が設置された。

地方自治法（昭和二十二年法律第六十七号）第二百六十条第一項の規定により、昭和三十年四月一日から揖宿郡開聞町の区域中旧利永村の区域をもつて大字「上野」を新設した旨、揖宿郡開聞町長から届出があつたので同条第二項の規定により告示する。
—字の新設（昭和30年鹿児島県告示第403号）
また、大字上野を管轄する開聞町の出張所が置かれた。
2006年（平成18年）1月1日には開聞町が指宿市及び山川町と新設合併し、新たに指宿市が設置された。合併に際して設置された法定合併協議会である「指宿地区3市町合併協議会」の協議において開聞町の区域の大字の名称については「開聞町○○」を「指宿市開聞○○」のようにそれまでの大字名に自治体の名称を冠したものに改称することとなり、それまでの大字上野は指宿市の大字「開聞上野」となった。

### 字域の変遷
| 実施後         | 実施年             | 実施前             |
| -------------- | ------------------ | ------------------ |
| 開聞町大字上野 | 1955年（昭和30年） | 利永村（大字なし） |
| 山川町大字利永 | 1955年（昭和30年） | 利永村（大字なし） |

## 人口
以下の表の1958年（昭和33年）から1991年（平成3年）までのデータは「開聞町郷土誌改訂版」の地区別人口の推移より引用し、1995年（平成7年）以降のデータについては国勢調査による小地域集計による人口の推移である。
| 統計年             | 統計年 | 人口 | 人口 |
| ------------------ | ------ | ---- | ---- |
| 1958年（昭和33年） | [ 19 ] | 861  |      |
| 1969年（昭和44年） | [ 19 ] | 757  |      |
| 1983年（昭和58年） | [ 19 ] | 667  |      |
| 1985年（昭和60年） | [ 19 ] | 649  |      |
| 1987年（昭和62年） | [ 19 ] | 636  |      |
| 1989年（平成元年） | [ 19 ] | 622  |      |
| 1991年（平成3年）  | [ 19 ] | 598  |      |
| 1995年（平成7年）  | [ 20 ] | 582  |      |
| 2000年（平成12年） | [ 21 ] | 562  |      |
| 2005年（平成17年） | [ 22 ] | 539  |      |
| 2010年（平成22年） | [ 23 ] | 496  |      |
| 2015年（平成27年） | [ 5 ]  | 416  |      |

## 施設

### 郵便局
- 上野簡易郵便局[24]
1965年（昭和40年）に受託者を開聞町長として設置される[25]。1972年（昭和47年）以降は個人が受託者となっている[25]。

### 寺社
- 上野神社

## 小・中学校の学区
市立小・中学校に通う場合、学区（校区）は以下の通りとなる。
| 大字     | 地区 | 小学校             | 中学校             |
| -------- | ---- | ------------------ | ------------------ |
| 開聞上野 | 全域 | 指宿市立開聞小学校 | 指宿市立開聞中学校 |

## 交通

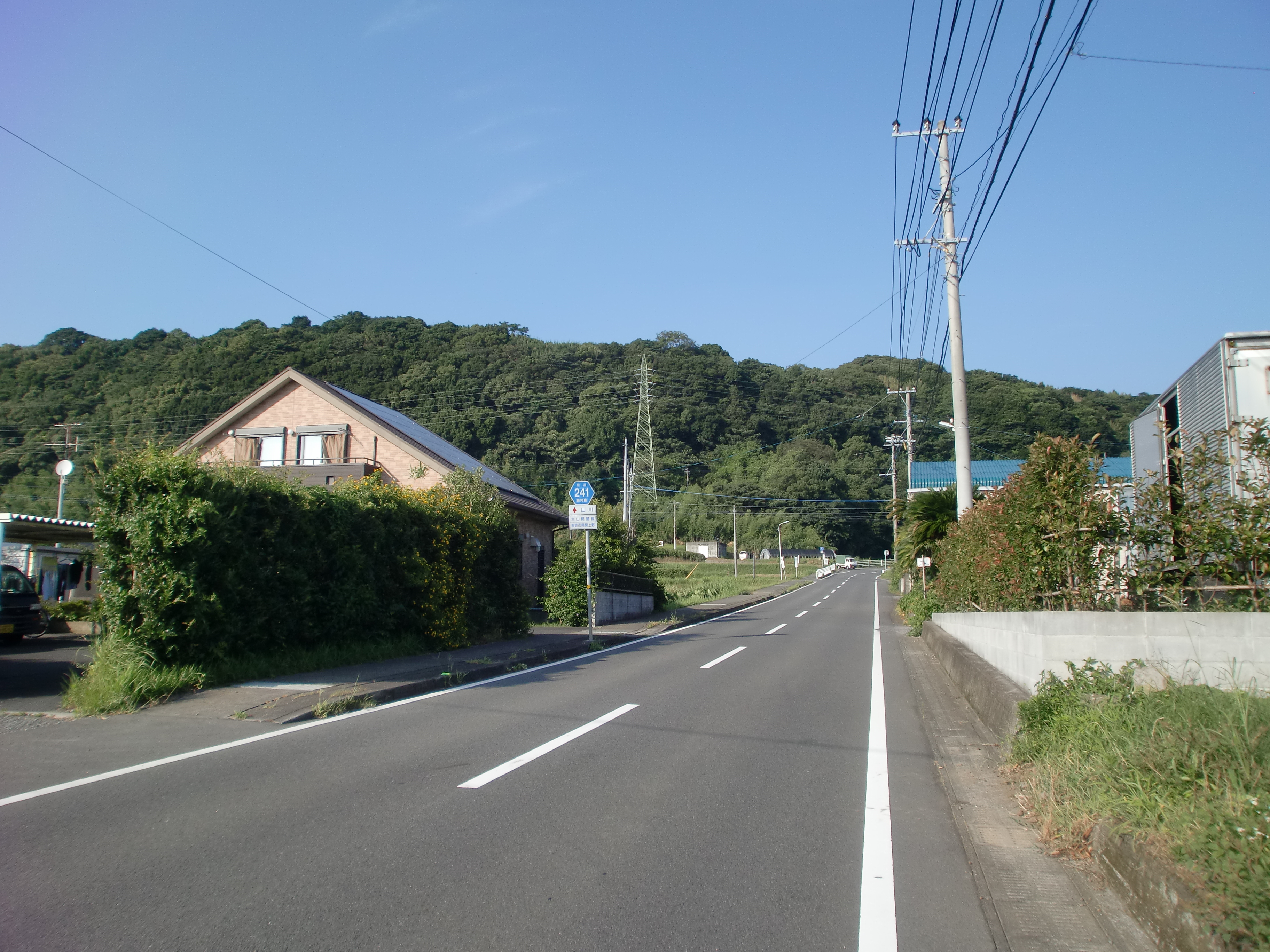
県道241号大山開聞線

### 道路
一般県道
- 鹿児島県道241号大山開聞線

### 鉄道
開聞上野の字域内には鉄道が通っていない。最寄駅は開聞十町にある指宿枕崎線の東開聞駅又は薩摩川尻駅である。